# مروان حديد
مروان حديد (1934 - حزيران 1976) هو مؤسس وقائد حركة الطليعة المقاتلة في سوريا. اعتقلته المخابرات الجوية في 30 حزيران سنة 1975 بعد أن قضى عدة سنوات يتنقل في الخفاء هرباً من السلطات، وتوفي في سجن المزة العسكري بعد سنة من اعتقاله في شهر حزيران سنة 1976.

## مولده ونشأته
ولد مروان حديد في مدينة حماة عام 1934 لأبوين مسلمين محافظين أشد المحافظة. والده الحاج خالد حديد كان يعمل تاجراً في أحد أسواق حماة التجارية ووالدته الحاجة رئيفة البارودي ربة منزل ذات شهرة واسعة في كرمها وسخائها، فكم تصدقت حتى بأثاث البيت والثياب وربما حتى ببعض ما ترتديه عليها فهي لا تطيق أن تسمع كلمة نجدة أو استغاثة حتى تكون لها ملبية بما تملك وربما فوق ما تملك. وقد كان مروان حديد شابا طويلاً ممشوق القامة قوي البنُية عريض المنكبين، له شعرٌ أملسٌ أحمر، حليق الشارب واللحية، ثاقب النظرة، له لياقته ولباسه الأنيق الذي يلفت النظر.
مروان حديد من أسرة عريقة معروفة وتتميز بما أتاها الله من بسطةٍ في الجسم وميزات قيادية وإن اختلفت مشاربهم واتجاهاتهم الفكرية، وهو الرابع من خمسة أشقاء وله أربع أخوات، فشقيقه الأكبر أحمد محامٍ مشهور ومزارع كبير آثر العمل خارج حماه في منطقة الجزيرة، وكان أحد الأعضاء البارزين في الحزب العربي الاشتراكي الذي أسسه أكرم الحوراني، وكان مسؤولاً عن منطقة الجزيرة شمال سوريا بأكملها. وشقيقه الثاني عدنان يحملُ شهادة الدكتوراة في الصيدلة والمخابر وله نفس اتجاه أخيه أحمد مع صبغة تحريرية واضحة عاش ولا زال يعيش في أوروبا بعد أن تزوج من فتاة دانمركية. وأخوه الثالث كنعان ضابط كبير مُسّرح له نفس الانتماء، قام عبد الناصر بتسريحه من الجيش وهو برتبة رائد أيام الوحدة بعد خصام مع ضابط مصري كبير أدى إلى إشهار السلاح. ويأتي الرابع (مروان) بكل ما في هذه الأسرة من ميزات شخصية تؤهلها للتقدم، إنما يتميزون بذكاء ربما يفوق غيرهم من الأقران مع صلابة المواقف، وكرم وسخاء جعل هذه الأسرة رغم مشاريعها الضخمة وتجارتها الواسعة مستورة الحال كغيرها من أسر الطبقة المتوسطة، وخامسهم كان شقيقه رضوان.
نشأ مروان في وسط مثقف متطلع للمستقبل، في مرحلة من أهم وأخطر المراحل التي مرت بها أمتنا، ألا وهي مرحلة الكفاح ضد الاستعمار وغرس إسرائيل في قلب الأمة العربية والإسلامية، درسَ وتدرج في مدارس حماه الابتدائية والاعدادية والثانوية وحصل على الثانوية العامة الفرع العلمي عام 1955، وتسجل في كلية الزراعة جامعة عين شمس 1956 في مصر وتخرج منها في 1964، طالت مدة دراسته بسبب كثرة اعتقاله من قبل المخابرات المصرية، التحق بكلية الآداب جامعة دمشق قسم الفلسفة وحصل على البكالوريوس عام 1970.

## انتماؤه إلى الحركة الإسلامية
نشأ مروان في بيئة حزبية اشتراكية وكان مسؤولاً مالياً عن التنظيم الاشتراكي في ثانوية ابن رشد في الفترة التي سبقت التحاقه بجماعة الأخوان المسلمين، ونتركه ليتحدث لنا عن أول سببٍ دعاه إلى الانتماء الفكري ثم العضوي إلى جماعة الإخوان المسلمين فيقول:
(لقد كنت اشتراكياً بدافع البيئة التي أعيشها بين أشقائي وبدافعٍ من واقع الأمة المرير الذي يبحث عن طريق الخلاص من الاستبداد المُسلّط على الإنسان البسيط، وفي يوم من الأيام دخلتُ البيت وإذ بأخي الكبير أحمد يقول:«قتل اليوم أخطر رجل على الأمة العربية» وكالَ لهذا الرجل الشتائم والسباب بأقذع العبارات المعروفة، فقلت له: من هو هذا الرجل، قال:«حسن البنا شيخ الإخوان في مصر»، فوقع هذا الخبر وقع الصاعقة في نفسي وثارت في نفسي تساؤلات كثيرة عن طبيعة هذا الرجل وفكره ودوره الذي أخاف هؤلاء القوم وكان وجوده خطرٌ على الأمة العربية، فقررت البحث عن أجوبة لهذه التساؤلات وتتبعت الخبر أولاً من الراديو وتيقنتُه، ثم بحثتُ عن كتبه فقرأتُ من رسائله ما أمكنني يومها أن أطّلع عليه، وسألتُ عنه من يعرفه لأسمع منهم ما يعرفونه عنه، وكان بعدها بفضل الله ورحمته التحول من العماية إلى الهدى ومن الضلال إلى الرشاد ومن الجندية للباطل إلى الجندية للحق)، وكان ذلك بفضل الله ومساعي أخيه نافع علواني ومن بعدها عُرِفَ مروان بين الأخوان بأنه من أكثرهم تمسكا بالدعوة إلى الإسلام وبتعاليم الإسلام وبشريعة الإسلام، ومروان جدّي جداً فيما يعتقد ويؤمن به ومخلصٌ وفيٌّ ومُحِبٌّ لإخوانه، وكانت المرحلة التي انخرط فيها في صفوف الإخوان مرحلة انقلابات في سورية ومضايقات للحركة الإسلامية من قبل الحكومات الانقلابية المتعاقبة، وكان العمل في تلك الحقبة سريّاً ويرتكز في جامع النوري الشهير في حماه، وكان زاهداً في الدنيا مستغرقاً في الآخرة، وكان كثير الصلاة والبكاء والدعاء في خلواته، وكان البعض من إخوانه يستغرب منه كثرة صلاته وطول سجوده، حتى صار إذا أطال واحد من إخوانه السجود في صلاته قيل له إنك تصنعُ كما يصنع مروان؟
شارك مروان في نشاطات الجماعة في صحبة إخوانه الذين أحبهم وأحبوه والذين كانوا طليعة الجهاد والتضحية، فساهم في أعمال الخير والبر في المجتمع إلى جانب الدعوة والتربية، وساهم مع أخيه الشيخ سعيد حوى في العمل بالحملة الانتخابية ومحاولة كسب التأييد للدكتور السباعي أثناء الانتخابات التكميلية بين الدكتور السباعي مراقب الجماعة وبين رياض المالكي الاشتراكي التقدمي، وشهد كيف يتم تزييف الحقائق وتتدخل الدول وتُباع وتشترى الضمائر من قبل بعض الذين يلبسون لباس العلم والمشيخة.
أدبرَ مروان عن الدنيا بقلبه وسلوكه فكان من طلائع الربانيين من الإخوان المسلمين الذين اكتووا بنار المحنة في عام 1954، فمنهم الشهداء ومنهم الأبطال ومنهم من بقي على قيد الحياة وفياً بعهده ثابتاً على دينه مخلصا لربه، لم تفت في أعضادهم صليل السلاسل ولا عواء السياط ولا تمزيق الأجساد وتحريقها.
وكم كنتُ أتهيب حين أرى ذلك الشيخ المهيب الممشوق القامة، بهي الطلعة، باسم الثغر، ذو اللحية الحمراء الطويلة، والعمامة البيضاء واللباس الأبيض، وهو يمشي في شوارع حماة مُلقياً السلام على كُلِّ من لاقاه في طريقه، وكم كنتُ معجباً ببيانه وحجته حين أستمعُ إلى خطبه ومحاضراته، ترى فيه العزيمة والصدق والصلابة والثبات.
سافر مروان إلى مصر بهذه الروح فلم يفتر ولم ينقطع عن الدعوة إلى الله، والتقى بتلاميذ الشيخ حسن البنا الذي طالما أحبه ولم يعرفه، والتقى بسيد قطب وإخوانه، ونشِطَ كثيراً في الدعوة ونصرتها في أوساط الشباب الذين عمل على تربيتهم على معاني العزة والإباء، واستخلص الخوف والرهبة من قلوب من حوله من الشباب حتى تربى ونشأ بقربه جيلٌ من الشباب المصري الذي أحب الموت والاستشهاد في سبيل الله، والمرحلة التي عاشها في مصر كانت مرحلة دعوة وجهاد، فكان يقضي جُلَّ وقته ومعظم أيامه إمّا في الدعوة إلى الله وشرح العقيدة والمبدأ، أو في صراعٍ فعليّ مع رجال المباحث تدرب فيها على مصاولتهم ومصارعتهم ودرَّبَ عليها إخوانه السوريين والمصريين الذين معه، وبيّن لهم كيف ينظرون إلى هؤلاء الأدوات السيئة مرةً بالازدراء ومرةً بالمرحمة والإشفاق، فكثيراً ما كان يفتح باب بيته ليُدخل المخبر السري المكلف بمراقبته إلى البيت ليحميه من المطر وشدة البرد القارس، فيكرمُه بتقديم الطعام والشاي وزيادةً على ذلك كان يُعطيه ورقةً وقلماً ليكتُبَ تقريره الأمني لإدارته، لذلك كانت إدارة الأمن تستبدل العناصر المكلفة بمراقبة مروان أسبوعياً.
وكان لمحنة الإخوان واضطهادهم وإعدامهم في مصر بالغ الأثر وأعمقه في قلبه وحسه المرهف، فأعلن عداءه لعبد الناصر الذي خان وعوده وعهوده وحاربه في كل مكان، وكان أشد ما يكون له مجاهرةً في العداء والمحاربة عندما سافر إلى مصر ليتلقى علومه فيها، وعبد الناصر يومها كان زعيم العرب وبطلها، وفي الداخل كان جلاد مصر ومرعبها. ولكن هيهات أن يتطرق إلى قلب مروان خوف من بشر كائنا من كان، حاكما أو محكوماً صغيراً أو كبيراً، فقد امتلأ قلبه بحب الله والخوف منه فلم يعد لسواه في قلبه نصيب، كيف لا وقد لقّنَ الدنيا درساً لم تعرفه إلا من أمثاله من المؤمنين الصادقين، لقّنها كيف تكون ذليلة حقيرة تافهة أمام الأهداف السامية الرفيعة وأمام رضى الله، فما رأيتُ رجلاً داسها بقدميه مترفعاً عليها بإباءٍ وشمم عنها وهو قادر عليها مثله..

## عودته من مصر 1964
وعاد مروان في أوائل شهر آذار 3/1964 من مصر بعد حصوله على بكالوريوس من كلية الهندسة شعبة محاصيل من شاء، وهو الذي لم ينقطع مروان عن متابعة أخبار بلده سوريا أو زيارتها في كل صيف، وخصوصاً متابعة أخبار البلاد بعد انقلاب 1963 أو مايسمى بثورة الثامن من آذار الذي جاء بحزب البعث إلى السلطة وبدأت العناصر البعثية الباطنية المتسلطة على هذا الحزب الملحد تمد أعناقها وتحكم قبضتها على مقاليد الحكم من وراء ستار دون أن تسفر علانية عن وجهها الكريه، وسرعان ما أحس بالخطر الذي يكمن وراء هذا الحزب البعثي الملحد فقام يدعو الناس ويحذّرَهم وينذرَهم ويبينُ لهم بحسه المرهف وشفافيته للأمور أن هؤلاء القوم لا يهادِنون في ما صنعوا، وأن وراءهم ما وراءهم، ولابد من مجابهتهم من اللحظة الأولى قبل أن يتمكنوا من الحكم، وإلا استشرى خطرهم وقويت قبضتهم وعندئذ سيدوسون المقدسات وينتهكون الحرمات ولن يجدي بعد ذلك معهم علاج، فعقد الندوات في بيته ومسجده الصغير في حيّ البارودية، وأقام المحاضرات والدروس في المساجد فكشف نوايا البعثيين وعرّى مخططاتهم وألهبَ حماس الشباب المسلم وغذّاه بروحه التي تستهين بالطواغيت ولا تخشى إلا الله وتحبُّ الموتَ كما يحب غيره الحياة.
وكان لا بد لهذه الدفعة الإيمانية العارمة ولهذه الروح المتصلة بالله أن تصطدم بالكفر والإلحاد والبعثية للتباين الواضح والمفارقة الكبيرة المعروفة، وبوصفه مسؤولاً عن قطاع الطلاب في حركة الإخوان المسلمين فقد شارك في احتجاجات طلاب ثانوية عثمان الحوراني بمنطقة الحاضر في مدينة حماة بتاريخ 7/4/1964، يوم أن خرج الطلاب في مظاهرة احتجاجاً على اعتقال السلطة أحد الطلاب الذي كتب على السبّورة (اللوح في الصف) آية قرآنية وهي: (ومن لم يحكم بما أنزل الله فأولئك هم الكافرون)، فاحتجَّ الطلاب البعثيين ودارت مصادمات فيما بين الطلبة المسلمين والبعثيين تدخلت المخابرات السورية على إثرها واعتقلت الطالب وقدمته لمحكمة أمن الدولة التي حكمت عليه بالسجن لمدة عام مع تغريمه مبلغاً من المال، وطالب الطلاب في مظاهرتهم مدينة حماة بالإضراب فاستجاب التجّار وأبناء الشعب وأغلقوا محلاتهم، وتدخل الجيش لرفع حالة الإضراب فرفض أهالي حماة هذا الطلب وتقدموا بمطالب لمحافظ حماه عبد الحليم خدام الذي رفض هذه المطالب، فاعتصم المصلون في مسجد السلطان وقرروا الإبقاء على حالة الإضراب حتى تنفيذ مطالبهم، وحدَث أن قُتِلَ طالبٌ بعثيّ أثناء المظاهرات فاستدعى محافظ حماه عبد الحليم خدام قوات الجيش الذي حاصر المسجد الذي كان يتواجد فيه أثناءها حوالي تسعين مصلياً، وكان هناك بعض عناصر الإخوان المسلمين ولا يزيدون عن أربعة أو خمسة أشخاص يحملون مسدسات صغيرة عيار 6 مم، وأسلحة بسيطة أخرى عبارة عن زجاجات مولوتوف لا يتجاوز عددها سبعة أو ثمانية زجاجات وبدون أية ذخائر أو إمدادات أخرى كما ادّعت السلطة البعثية آنذاك، فشارك الشيخ مروان في الاعتصام السلمي القائم في جامع السلطان ولم يخرج من المسجد حتى تتحقق هذه المطالب، وتفاجأ الجميع بإقدام عدد من الضباط البعثيين بقيادة العقيد حمد عبيد قائد قوّات المغاوير، والعقيد سليم حاطوم ومن ورائهم الضابط البعثي حافظ الأسد وصلاح جديد وعزت جديد بقصف المسجد بالمدفعية والدبابات، ودارت اشتباكات بين الجانبين انتهت باستشهاد أربعة من المعتصمين، هم الأخوة: منقذ صيادي، ومحمود نعيم، وتوفيق مدني، وعبد الله المصري الذي توفي وهو في طريقه إلى المستشفى متأثراً بجراحه، وتم اعتقال الآخرين الذين سيقوا إلى سجن حماة المدني، بينما حاصر الجنود الشيخ مروان داخل المسجد وراحوا يطلقون عليه النار بشكل عشوائي وكثيف تريد قتله ولكن لله مُراداً آخر، وعندما تأكدوا بأنه أعزل من السلاح دخلوا عليه وكبلوه وانهالوا عليه ضرباً بكل ما وصلت إليه أيديهم من أدوات، عصي وخيزرانات وبأعقاب البنادق وبأسلاك معدنية وغيرها، ثم حملوه في دبابة إلى منى دار الحكومة (السرايا) حيث كان الرئيس السوري أمين الحافظ موجود ومعه مجموعة من الضباط البعثيين الآخرين .
وكان معروفاً عن الرئيس السوري أمين الحافظ بأنه بذيءٌ وفاحش اللسان، فعندما رأى الشيخ مروان شتمهُ وسبّه .
فقال له مروان: لِتَكُنْ خصومتُكَ يا أمينُ شريفة .
وعندما تدخّل المقدم عزت جديد أمسك المقدم البعثي بلحية الشيخ مروان وكانت طويلة، وقال له:
هذه المكنسة لا أريد أن أراها ثانيةً .
فزجره الشيخ مروان وضربه ضربةً قويّةً برجله أسقطه فيها من فوق درج مبنى السرايا إلى الأرض .
وتم إقامة محكمة عسكرية من محاكم أمن الدولة برئاسة المقدم البعثي مصطفى طلاس في حمص قُدِّمَ إليها الشيخ مروان وإخوانه من المعتقلين، وتمت محاكمتهم محاكمة صورية، وتم إصدار أحكامها المقررة سلفاً، وقد دار حوار جريء جداً بين الشيخ مروان وبين قاضيه وخصمه العسكري
مصطفى طلاس في بعض الجلسات التي كانت علنية وتُنقَل على الهواء مباشرةً جاء فيه ما يلي:
قال طلاس للشيخ مروان: أنت عميل.
قال مروان لطلاس: أنا عميلٌ لله.
قال طلاس: أنت مأجور.
قال مروان: أنا مأجورٌ من الله.
قال طلاس: حكمت عليك المحكمة بالإعدام شنقاً حتى الموت.
فرد مروان بابتسامة ساخرة: والله يا مسكين لو عرفتُ أنّ بيدك الموت والحياة لعبدتُّكَ من دون الله.
فضجت الصالة بالتصفيق الحاد والصراخ والاستهزاء بالمحكمة، هنا قاموا فوراً بقطع الكهرباء عن صالة المحكمة، وتم إيقاف البث الإذاعي المباشر .
وحكموا عليه بالإعدام في محكمة عسكرية صورية برئاسة المقدم مصطفى طلاس، ولكن الحكم لم يُنفذ وأُطلِقَ سراح مروان والمسجونين بعدما تدخل الشيخ محمد الحامد وعلماء حماة عند رئيس الجمهورية أمين الحافظ آنذاك، وأثبتت المحاكمة للجميع بما فيهم الطُغمةُ الحاكمة أنه كما كانت أهداف مروان وإخوانه نبيلة، فإنّ خصومته مع أعدائه كذلك رغم وقاحة البعثيين ونذالتهم كانت شريفة .
وبعد أن ألقى الشيخ محمد الحامد بثقله لإلغاء أحكام الإعدام بشباب الإخوان واستجاب رئيس الدولة أمين الحافظ لهذا المطلب من الشيخ، لم يَرُقْ هذا التصرف الذي قام به أمين الحافظ للمقدم عزت جديد ومن خلفه من الضباط البعثيين وكان ضابطاً متنفذاً، فاقتحم السجن بمجموعة كبيرة من الجنود المدججين بالسلاح وأمر السُجناء المحكوم عليهم بالإعدام أن يتهيؤوا لتنفيذ حُكم الإعدامِ فيهم وأمام كلِّ واحدٍ منهم خمس دقائق ليكتب وصيته، ولكن مُرادَ هذا اللعين لم ينفذ ومضى أمر الله وأُفرِجَ عنهم جميعاً.
مروان كان يعرفُ جيدا من هو حزب البعث ؟ وما هي مبادئه ؟ وما هي أهدافه ؟ ومن هم مؤسسوه ؟ ومن هم أنصاره ؟ وفوق كل ذلك كان يعرف جيداً أنها العلمانية الحاقدة اللئيمة المستترة وراء شعارات الحزب البعثي، لذلك لم يفتر لحظة واحدة عن الأعداد النفسي والحركي لمجابهته بشتى الوسائل .

## ما بعد 1964
وبعد أن خرج مروان من السجن مع إخوانه في أحداث 1964 تابع مسيرته كالمعتاد بدون توانٍ أو تأخير، وقام قادة البعث الجدد 1966 صلاح جديد وحافظ الأسد باعتقاله إلى حرب 5 حزيران 1967 مع مجموعة كبيرة من جماعة الإخوان المسلمين والعلماء في سوريا ثم أفرج عنه ومن معه أثناء الحرب . ولكن مروان هو كما هو يُدرك بتوفيق الله أن الأمور كما توقع لها من قبل، أخذت تتطور من خطر إلى أخطر خاصة بعد الاحتلال الإسرائيلي لهضبة الجولان ومدينة القنيطرة، ولم يكن الأمر مفاجئاً بل كان متوقعاً .
بعد هزيمة 67 شارك مع العمل الفدائي ضد إسرائيل، وكانت مناسبة كبيرة لدفع العديد من الشباب للمشاركة وللتدريب على القتال والسلاح، وربما خالف بذلك رأي الكثيرين من الأخوان ولكنه كان دائماً ينظر للأمور من زاوية أُخرى، وتخرج على يديه مجموعات جيدة من المقاتلين الذين شاركوا في العمل الفدائي وكونوا فيما بعد نواة العمل العسكري في المقاومة المسلحة ضد النظام البعثي في سوريا، ولم تكن السلطة البعثية الغاشمة بغافلة أو متغافلة عن تحركاته ونشاطه بل كان همها الوحيد أن تلاحقه وتراقبه في كل مكان وزمان، ومروان هو مروان لم يتوانَ لحظة واحدة عن الاستمرار في الطريق الذي نذر له روحه وحياته ودائماً ما كانَ يُردد كلمته المشهورة المقتبسة من الحديث الشريف: (لموتٌ في طاعة الله خيرٌ من حياةٍ في معصيته)، وكانت أحاديثه تدور كلها تدورُ حول الصبر والمصابرة ومقارعة الأعداء، وأنّ من كانوا قبلنا يؤتى بأحدهم فيمشَّطُ بأمشاط الحديد ما بين لحمه وعظمه ويوضع المنشار على مفرق رأسه حتى يكون نصفين ما يصدهم ذلك عن دينهم، وكان يبشِّرُ بالنصر ويعتقدُ أن النصرَ مع الإيمان، ويستشهد بالآية الكريمة (وأعدوا لهم ما استطعتم من قوة)، أي بالممكن منها حتى ولو كانت عصا فقط فالله تكفَّلَ بالنصر إذا صدق العبدُ ربَّه .
ومروان لم يُخفِ نفسه ولم يتحرك وراء الكواليس إنما كان واضحا في منهجه في تحركه، وفي معتقده، وفي مجابهته للسلطة، وحتى في فكره في حياته البسيطة المتواضعة . مروان وأقولها بصراحة كان أحدُ الذين تصدروا مواقع قيادية في الدعوة بإخلاصهم وتفانيهم، ونَسوا أنفسهم نسياناً كاملاً أو ما نسميه نحن فناء النفس أمام الدعوة حتى لم يبق منها إلا الحق، وقد كنت أقولُ له مرةً : (أنه اليوم غيرَهُ بالأمس ، وأنه اليوم ليس لنفسه فقط إنما هو الآن لإخوانه جميعاً .. لبلدته ..لوطنه .. لأمته)، فيجيبُ بابتسامته المعهودة دون كلام، فأفهم منه أن هذا لا يروقُ له، وأقولها بصراحة كذلك أنه أحد القلة الذين اجتذبوا الشباب إلى الدعوة بدماثة خُلقِه، وكرم نفسه، وتواضعه ودعابته التي لا تفارقه، ولقد توافقَ عمله وقولُه لذلك كوَّنَ في أي مكان حلَّ به نُسخاً عن ذاته لها تقريباً نفس المواصفات والسمات .
وقد يكون مروان بعيدا عن أحداث الدستور في أول عام 1973 وربما فوجئ بها كغيره من إخوانه، ولكن هيهاتَ للسلطة الباغية أن تباشر اضطهادها للأخوان وتنسى مروان أو تدعه حراً طليقاً، فقد حرِصت في كل مرة على قتله والتخلص منه، ولكن الأجل هو الذي فوّتَ عليهم ذلك كله، فقد حرصوا على قتله علم 1964 في مسجد السلطان أو حتى أن يعدموا شنقاً لولا عفوا الرئيس السوري أمين الحافظ بمبادرة العلماء، وأرادوا قتله عام 1966 ليلة أن قتلوا المرحوم الشهيد عثمان الأمين في بيته، وقتلوا الشهيد حسن عصفور تحت التعذيب، إذ اعتقل مروان في نفس الليلة وأرادوا اعتقاله في أوائل شهر آذار 1973 في منزله الكائن في حي البارودية وكادوا يقتلون ابن أخته لو لا أن حذَّرهم أحد المباحث أن هذا غير مروان .
وشاء الله لمروان أن يختفي بعد هذه المرحلة وأن يعمل بالخفاء ليُعِدَّ العدة ليوم تواجَهُ به السلطة الباغية بقوة السلاح، وشاء الله أن يكون مكانَ تواجده دمشق وليس حماة، وتنقّلَ بين عدة بيوت لمدة سنتين ونصف تقريباً، وقد دفعت السلطة البعثية بكل قوتها وحيلتها وتجسسها للتعرف على مكان تواجده وإلقاء القبض عليه وقتله، وكان مروان قد عقد على فتاة مؤمنة تعلم حياته وتدرك نوع العيش الذي يمكن أن تحياه معه وذلك في أواخر عام 1972، وللظروف التي أحاطت به لم يدخل بها وحاول أن يدفع بها إلى أهلها في آخر أيامه دفعاً وهي ترفض لتبقى بجانبه وتقوم على خدمته، إلا أن الرجل النبيل الذي بدأ يدرك بمرهف إحساسه النهاية التي تنتظره أبى أن يدخل بها لكي يوفر لها مستقبلها من بعده ولا تعيشُ أرملة وهي في ريعان شبابها، فتسامى وتسامى وهي بجانبه إلى أن داهمته المخابرات السورية في صبيحة يوم 30 حزيران 1975 بعد أن خرج أحد إخوانه ليأتيهم بمستلزمات البيت وحاجياته، ولمّا قُرِعَ الباب وظنَّ أنه ذلك الأخ فتح الباب ليرى نفسه مطوقا بقوة من رجال الأمن الذين حاولوا إلقاء القبض عليه بعد أن أطلقوا عليه الرصاص وأصيب بكتفه، إلا أن بعض الأخوة الذين كانوا معه وزوجته وزوجة أخ آخر باشروا المقاومة المسلحة ولساعاتٍ عديدة حتى استشهد أحدهم وجُرٍح الآخر وتمكنت السلطة من إلقاء القبض على أخوين آخرين لا زالا في السجن لم تُصرح السلطة عن مصيرهُما حتى الساعة، وأُطلِقَ سراح الزوجتين بعد حوالي الشهر .
ولم يكن هناك محاكمةٌ سريةٌ أو علنيةٌ لمروان وإنما كان التحقيق المعروف لدى رجال المباحث والمختصين بشئون التعذيب والتصفية الجسدية، ومروان قويُّ البنية والشكيمة، صعبَ المنال لا يبالي أن يقاوم حتى لو كانت يديه في القيود فاتبعوا معه أسلوباً جديداً في التعذيب النفسي والجسدي، أما النفسي فكانوا يُسمعونَه أصواتاً كصوت زوجته وهي تعذب وكأنما يُرادَ اغتصابها حتى أنهكوه .
تعرض مروان للتعذيب بالأضواء المبُهِرة وكان أعظمَ وأَشدَّ تعذيبا على نفسه، وإن أخسَّ ما اتبعوه معه من وسائل قذرة واستطاعوا أن يكبلوا به قواه ويحدوا من مقاومته هو كشف قُبُلِهِ ودبُرِه، ومروان معروف بشدة حيائه وخجله فإذا دخلوا عليه الزنزانة انكمش على نفسه ليتستر عورته التي أرادوا كشفها وأراد الله سترها، ويستغلوا هذه الحالة ليكيلوا له صنوف التعذيب، بهذه الطريقة تمكنوا من السيطرة على مروان وإلا ليكيل لهم الكلمة بكلمة والصاع بصاعين، ثم قطعوا عنه الطعام وأجاعوه حتى خارت قواه، وأحياناً كانوا يقدمون له الطعام بعد أن يمزجوه أمام ناظريه بالأقذار، فصار يأبى أن يأكل من هذا الطعام القذر .
مروان صاحب الطول الفارع والجسد الممتلئ والقبضة الحديدية ينقُلُ عنه أحد الذين شاهدوه أخيراً وهو بحالة هو فيها أقرب إلى الهيكل العظمي منه إلى الجسد العادي، ويقول مروان لهذا بعد أن سقاه لبناً بيده فتقيأه لأن معدته لم تعد تحتملُ حتى اللبن، وكان يغيب عن الوعي لفترات متقطعة ويصحو، وبعد أن صحا قليلاً من غيبوبته قال لهذا الأخ : (انقل عنّي وقل للناس أن هؤلاء الكلاب «ويعني بهم المحققين» أنهم لم يحصلوا مني على كلمة واحدة تُشفى بها صدورهم).
ثم بعد ذلك ساءت حالته الصحية إلى درجة يئست السلطة منه فأرادت أن تُخفي جريمتها، فنقلوا مروان إلى مستشفى حرستا العسكري وطلب أسد منهم أن يأتوا بأخيه الدبلوماسي كنعان ليكون كما أراد الأشرار شاهداً من أهله أنه كان مضرباً عن الطعام، وأنه حالته تردت بسبب امتناعه عن الطعام، ومروان قد أعياه الجوع وأضناه الجهد وهبط ضغطه، فكان أخوه يتوسل إليه أن يأكل ويشرب فيرفض لكثرة ما رأى من تلويث الطعام والماء بالبول والغائط وقد أخبره مروان بذلك، ومع ذلك وافق مروان على طلب أخيه بأن يأكل بشرط، فقال : - يا أخي أشرب وآكل بشرطين، أحدهما أن يكون الماء من حماه والثاني تعدني أن تصلي ، وكان كنعان لا يُصلّي .
- فقال له أخوه كنعان : كُلْ وأُصَلّي .. وأكل مروان وشرب ماء حماة، ووفّى كنعان بوعده وصار مصلياً عابداً لله بعدما رأى ما رأى من حال أخيه .
وبدأت صحة مروان في التحسن، وبدأ ضغطه يعود إلى الوضع الطبيعي، وعاد إلى الحديث مع أهله الذين استبشروا خيراً .
وفي مساء أحد الأيام عاد إليه أهله ليجدوه يجود بروحه الطاهرة وقد أشار إليهم بإصبعه إلى رقبته وأنه قد أعطي حقنة في عنقه، وإذ بالأجهزة الطبية تشير إلى أن ضغطه أخذ يهبط من جديد وأن حالته صارت تسوء وتسوء، ثم فاضت روحه طاهرة زكيه إلى بارئها لتلتقي مع ركب الشهداء الذين سبقوه ويستبشرون بقدومه كما هو يستبشر بقدوم إخوانه من خلفه ولا حول ولا قوة إلا بالله .
لقد توفى في سجن المزة العسكري في شهر 6/1976
استشهد مروان ولم يُسمح لأهله بدفنه في حماة، فدُفِنَ في دمشق في مقبرة الباب الصغير تحت حراسة الأمن المشددة التي أحاطت بالمكان، وبعد دفنه بقيت الحراسة على القبر شهوراً حيث كانوا يعتقلون كل من يزور القبر .